# Anthrax nigriventris
Anthrax nigriventris är en tvåvingeart som beskrevs av Marston 1970. Anthrax nigriventris ingår i släktet Anthrax och familjen svävflugor. Inga underarter finns listade i Catalogue of Life.